# Рибачек Михайло

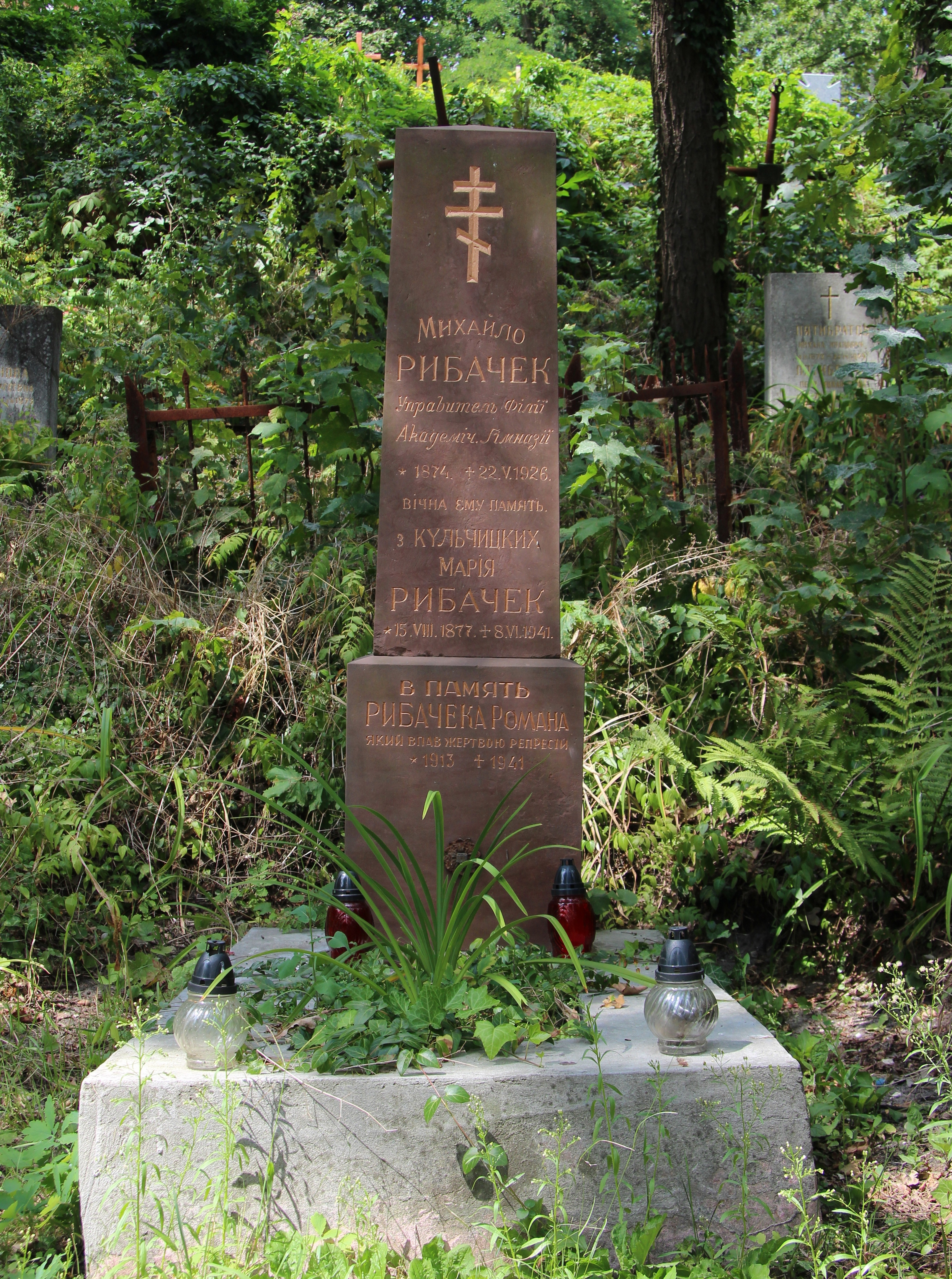

Рибачек Михайло (20 січня 1874, Оріховець — 22 квітня 1926, Львів) — український педагог, математик.

## Біографія
Народився в селі Оріховець (нині Тернопільського району) у родині вчителя. 1892 року закінчив Тернопільську гімназію. Пройшов фізико-математичні студії Краківського університету.  Був гімназійним учителем у Коломиї (1898—1907), згодом львівської Філії академічної гімназії (у 1917—1919 її директор). Відмовився підписати заяву лояльності, через що був змушений полишити посаду директора, але до самої смерті продовжував учителювати. Автор досліджень та рецензій у галузі математики. Невиданим залишився підручник з вищої математики. Член НТШ з 1909 року. Був головою співочого товариства «Боян». Помер 22 квітня 1926 року у Львові, похований на Личаківському цвинтарі, поле № 36.